# 합천군수
합천군수는 경상남도 합천군의 군수이다.

## 역대 합천군수
| 대수   | 이름   | 임기 | 비고              |
| ------ | ------ | ---- | ----------------- |
| 제1대  | 이문기 |      | 경상남도 합천군수 |
| 제2대  | 한찬석 |      | 경상남도 합천군수 |
| 제3대  | 김극수 |      | 경상남도 합천군수 |
| 제4대  | 박명수 |      | 경상남도 합천군수 |
| 제5대  | 오태근 |      | 경상남도 합천군수 |
| 제6대  | 서병규 |      | 경상남도 합천군수 |
| 제7대  | 최수경 |      | 경상남도 합천군수 |
| 제8대  | 이원세 |      | 경상남도 합천군수 |
| 제9대  | 이춘우 |      | 경상남도 합천군수 |
| 제10대 | 최진환 |      | 경상남도 합천군수 |
| 제11대 | 이종희 |      | 경상남도 합천군수 |
| 제12대 | 정종문 |      | 경상남도 합천군수 |
| 제13대 | 김철연 |      | 경상남도 합천군수 |
| 제14대 | 윤상원 |      | 경상남도 합천군수 |
| 제15대 | 송상기 |      | 경상남도 합천군수 |
| 제16대 | 김성태 |      | 경상남도 합천군수 |
| 제17대 | 이선철 |      | 경상남도 합천군수 |
| 제18대 | 이한순 |      | 경상남도 합천군수 |
| 제19대 | 박문성 |      | 경상남도 합천군수 |
| 제20대 | 원종서 |      | 경상남도 합천군수 |
| 제21대 | 하황식 |      | 경상남도 합천군수 |
| 제22대 | 이원민 |      | 경상남도 합천군수 |
| 제23대 | 이진혁 |      | 경상남도 합천군수 |
| 제24대 | 안승을 |      | 경상남도 합천군수 |
| 제25대 | 전병출 |      | 경상남도 합천군수 |
| 제26대 | 구자경 |      | 경상남도 합천군수 |
| 제27대 | 노을환 |      | 경상남도 합천군수 |
| 제28대 | 양종수 |      | 경상남도 합천군수 |
| 제29대 | 노재은 |      | 경상남도 합천군수 |
| 제30대 | 하계열 |      | 경상남도 합천군수 |
| 제31대 | 김한배 |      | 경상남도 합천군수 |
| 제32대 | 이방수 |      | 경상남도 합천군수 |
| 제33대 | 박완수 |      | 경상남도 합천군수 |
| 제34대 | 강석정 |      | 경상남도 합천군수 |
| 제35대 | 강석정 |      | 경상남도 합천군수 |
| 제36대 | 심의조 |      | 경상남도 합천군수 |
| 제37대 | 심의조 |      | 경상남도 합천군수 |
| 제38대 | 하창환 |      | 경상남도 합천군수 |
| 제39대 | 하창환 |      | 경상남도 합천군수 |
| 제40대 | 문준희 |      | 경상남도 합천군수 |
| 제41대 | 김윤철 |      | 경상남도 합천군수 |

## 같이 보기
- 합천군수 선거